# John Paul (Politiker, 1839)

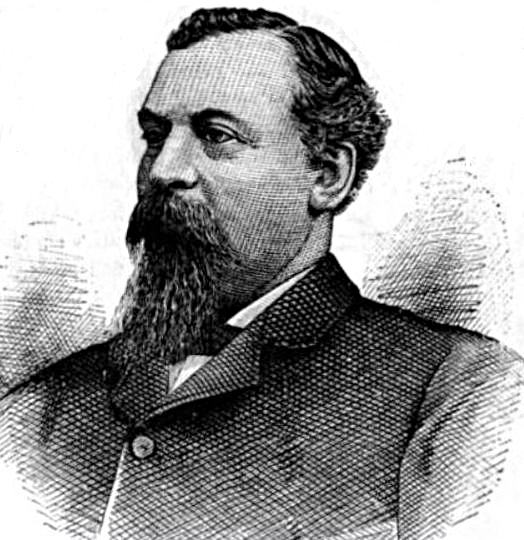
John Paul

John Paul (* 30. Juni 1839 im Rockingham County, Virginia; † 1. November 1901 in Harrisonburg, Virginia) war ein US-amerikanischer Jurist und Politiker. Zwischen 1881 und 1883 vertrat er den Bundesstaat Virginia im US-Repräsentantenhaus; danach wurde er Bundesrichter.

## Werdegang
John Paul besuchte die öffentlichen Schulen seiner Heimat und das Roanoke College in Salem. Während des Bürgerkrieges diente er als Hauptmann der Kavallerie in einer Einheit aus Virginia im Heer der Konföderation. Nach einem anschließenden Jurastudium an der University of Virginia in Charlottesville und seiner 1867 erfolgten Zulassung als Rechtsanwalt begann er in Harrisonburg in diesem Beruf zu arbeiten. Von 1870 bis 1877 war er Staatsanwalt im Rockingham County. Gleichzeitig schlug er als Mitglied der Demokratischen Partei eine politische Laufbahn ein. Zwischen 1877 und 1880 gehörte er dem Senat von Virginia an. 1878 kandidierte er noch erfolglos für den Kongress.
Bei den Kongresswahlen des Jahres 1880 wurde Paul dann aber im siebten Wahlbezirk von Virginia in das US-Repräsentantenhaus in Washington, D.C. gewählt, wo er am 4. März 1881 die Nachfolge von John T. Harris antrat. Nach einer Wiederwahl konnte er bis zu seinem Rücktritt am 5. September 1883 im Kongress verbleiben. Dieser erfolgte nach seiner Ernennung zum Richter. Er hätte sein Mandat aber ohnehin aufgeben müssen, weil einem Wahleinspruch seines Gegenkandidaten der Wahl von 1882, Charles Triplett O’Ferrall, stattgegeben wurde.
Seit dem 5. September 1883 bis zu seinem Tod am 1. November 1901 war John Paul Richter am Bundesbezirksgericht für den westlichen Teil von Virginia. Sein Sohn John (1883–1964) wurde ebenfalls Kongressabgeordneter.